# Perla Encinas
Perla Encinas (Hermosillo, Sonora; 28 de enero de 1984) es una actriz mexicana de televisión.

## Biografía
Perla Encinas Lizarraga actúa desde niña en las obras de teatro de la escuela, desde que decidió salir de Hermosillo para radicar en la Ciudad de México, su sueño comenzó a materializarse cuando en el 2002 ingresó al Centro de Educación Artística de Televisa (CEA).
A partir de ese momento y hasta el 2005 cuando terminó sus estudios en el CEA, Perla comenzó a brillar con pequeñas participaciones en producciones de Televisa.
El pasado 25 de abril de 2013, Perla protagonizó el capítulo "El que no transa, no avanza" del unitario de Televisa, Como dice el dicho.
Además de su experiencia como actriz, Perla también es conductora, ya que en varias ocasiones fue invitada especial en el programa Se Vale, el cual se transmite los sábados por el canal 2 de Televisa y en el canal Bandamax, por televisión de cable.

## Filmografía

### Telenovelas
- La taxista (2018-2019) .... Clara Lizárraga Larios
- La vecina (2015-2016) .... Rosa Méndez
- La impostora (2014) .... Luciana Carrasco
- Corona de lágrimas (2012-2013) .... Zaida Méndez.
- Amor bravío (2012) .... Consuelo Herrera
- Amorcito Corazón (2011-2012) .... Reyna.
- La que no podía amar (2011-2012) .... Elizabeth Durán
- La fuerza del destino (2011) .... Raquel Muñoz
- Llena de amor (2010-2011) .... Zorayda Ruiz y de Teresa
- Zacatillo, un lugar en tu corazón (2010) .... Mimzy
- Niña de mi corazón (2010) .... Minerva
- Al diablo con los guapos (2007-2008) .... Lichita
- Yo amo a Juan querendón (2007) .... Irasema Buenrostro
- Muchachitas como tú (2007) .... Isela Mendoza
- El premio mayor (1995) .... Elizabeth Domínguez Molina

### Televisión y unitarios
- Amor en Navidad: Mi amor de Navidad (2023)
- Amores que engañan (2023)
- Como dice el dicho (2013-2014)
- La rosa de Guadalupe (2008-2009)
- Plantados (2009)
- Vecinos (2008)
- El Pantera (2008)
- El Incógnito (2006-2008)
- Tele nautas (2008)
- Decisiones extremas (2008)
- La Familia Peluche (2007)
- Mujer, casos de la vida real (2007)
- Pepsi Chart (2007)
- Espacio USA (2006)
- "LA TAXSISTA"  (2018)
- Wax (2006)

### Cine
- Proyecto Ouija (2013) ....
- Pemex (2013) ....

### Comerciales
- Star pad (2013) .... Tablets
- Interjet (2013) ....¡Disfruta tu viaje!
- Six Flags México (2013) ....The Joker
- Yoplait (2012) ....
- Aliviax (201.) ....

### Conducción
- Se Vale TV (2012-2013) ....
- Fashion Family (2011) ....
- Motor TV (2011) ....
- Bandamax (2009) ....